# Kasteel van Diedendorf
Het Kasteel van Diedendorf (Frans: Château de Diedendorf) is een kasteel in de Franse gemeente Diedendorf. Het kasteel is een beschermd historisch monument sinds 1977.